# Sakrisøy
Sakrisøy is een klein vissersplaatsje in de gemeente Moskenes. Het ligt aan de oostelijke kant van het eiland Moskenesøya. Het is een klein eiland gelegen tussen Hamnøy en Reine. Het eiland is door  meerdere bruggen verbonden met Moskenøy. Over die bruggen loopt de E10.

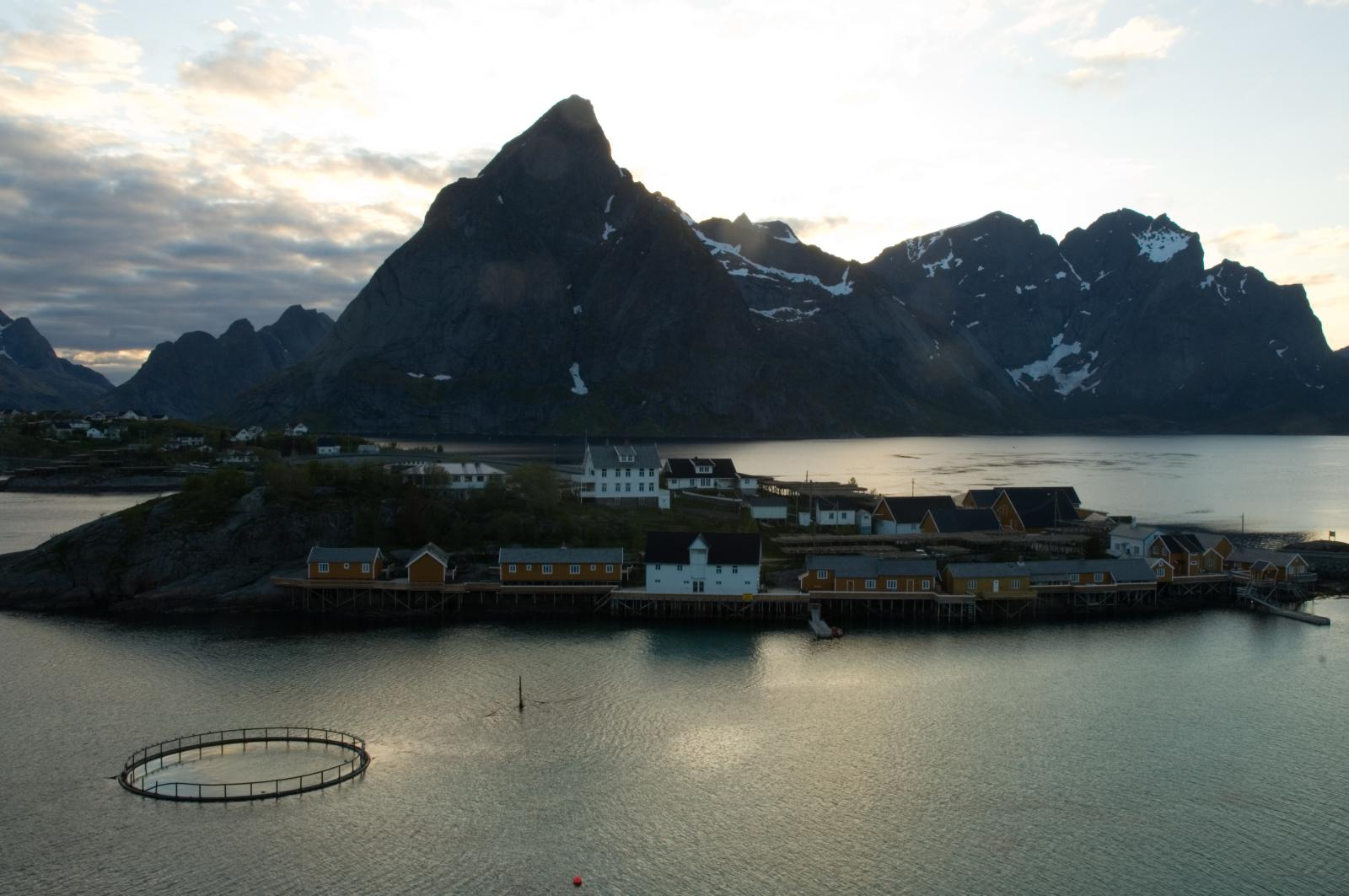